# Station Huivelde
Station Huivelde is een voormalige spoorweghalte in Huivelde, een wijk van de gemeente Zele op de spoorlijn 57(Aalst)-Dendermonde-Lokeren. De stopplaats wordt niet meer gebruikt sinds 1957.
0,0: Aalst ·
2,5: Hofstade ·
5,5: Gijzegem ·
9,7: Oudegem ·
12,3: Dendermonde ·
15,0: Grembergen ·
18,4: Huivelde ·
20,7: Zele ·
24,0: Bokselaar ·
26,9: Dender & Waas ·
27,0: Lokeren